# John E. Russell

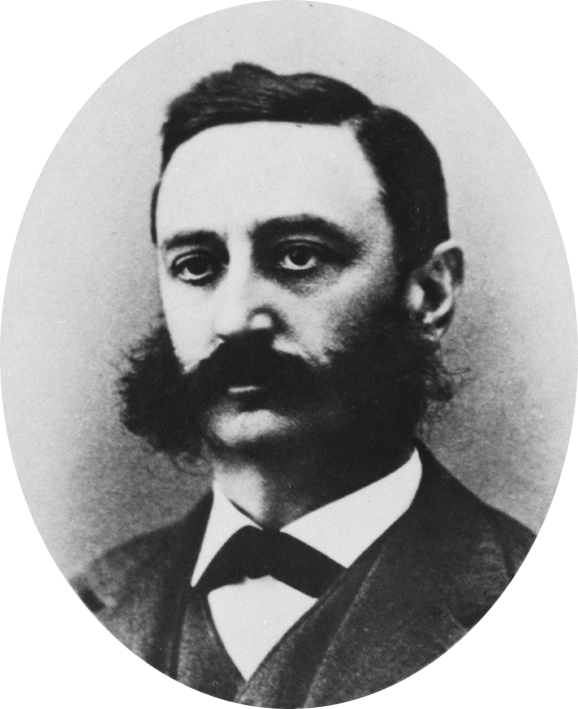
John E. Russell

John Edwards Russell (* 20. Januar 1834 in Greenfield, Franklin County, Massachusetts; † 28. Oktober 1903 in Leicester, Massachusetts) war ein US-amerikanischer Politiker. Zwischen 1887 und 1889 vertrat er den Bundesstaat Massachusetts im US-Repräsentantenhaus.

## Werdegang
John Russell genoss eine private Schulausbildung. Später befasste er sich unter anderem mit dem Postwesen westlich des Mississippi und Dampfschifflinien an der Westküste. Nach seiner Rückkehr nach Massachusetts betätigte er sich in der Landwirtschaft. Im Jahr 1880 wurde er Landwirtschaftsminister seines Staates. In dieses Amt wurde er in den folgenden Jahren fünf Mal wiedergewählt. Politisch war er Mitglied der Demokratischen Partei.
Bei den Kongresswahlen des Jahres 1886 wurde Russell im zehnten Wahlbezirk von Massachusetts in das US-Repräsentantenhaus in Washington, D.C. gewählt, wo er am 4. März 1887 die Nachfolge von William W. Rice antrat. Bis zum 3. März 1889 konnte er eine Legislaturperiode im Kongress absolvieren. Im Juni 1892 war Russell Delegierter zur Democratic National Convention in Chicago, auf der der frühere Amtsinhaber Grover Cleveland erneut als Präsidentschaftskandidat nominiert wurde. In den Jahren 1893 und 1894 kandidierte John Russell jeweils erfolglos für das Amt des Gouverneurs von Massachusetts. Außerdem wurde er Mitglied der Deep Waterways Commission. Er starb am 28. Oktober 1903 in Leicester.